# Дамсхаген
Дамсхаген (нем. Damshagen) — община в Германии, в земле Мекленбург-Передняя Померания.
Входит в состав района Северо-Западный Мекленбург. Подчиняется управлению Клютцер Винкель. Население составляет 1329 человек (на 31 декабря 2010 года). Занимает площадь 17,26 км².